# تروبرد

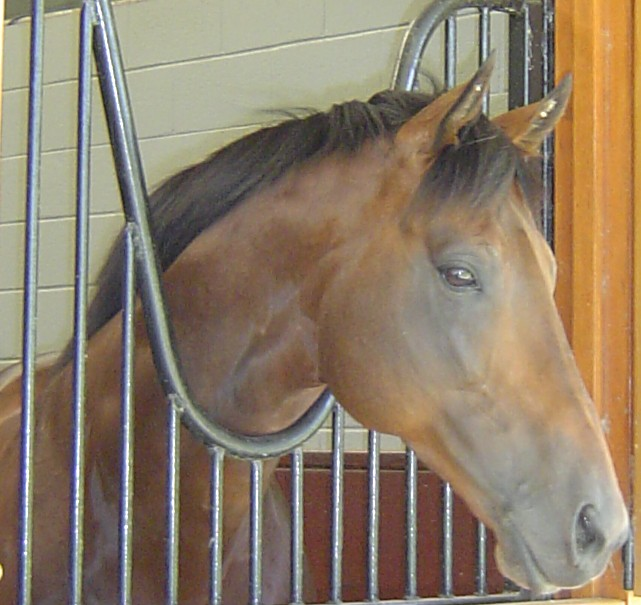

تروبرد نژادی از اسب است که بیشتر به خاطر استفاده از آن در مسابقات سوارکاری شناخته شده‌است. هر چند واژه تروبرد گاهی برای هر نژاد خالصی از اسب استفاده می‌شود، ولی از لحاظ علمی مربوط به نژاد تروبرد می‌باشد. تروبرد نژادی خونگرم می‌باشد و به جسارت، سرعت و چابکی مشهور می‌باشد.
نژاد تروبرد اولین بار در قرن ۱۷ و ۱۸ در انگلستان به وجود آمد، هنگامی که مادیان‌های بومی با نریان‌های عرب وارداتی کشیده شدند. شجره نامه تمام تروبردهای مدرن به سه نریان که در قرن‌های ۱۶ و ۱۷ به انگلستان وارد شدند و ۷۴ مادیان انگلیسی و شرقی (عرب یا بارب) برمی گردد. در طول قرن ۱۷ و ۱۸ تروبرد در تمام دنیا پخش شدند، در طول قرن ۱۸ وارد سایر نقاط اروپا، استرالیا، ژاپن و آفریقای جنوبی و در سال ۱۷۳۰ وارد آمریکا شدند. میلیون‌ها تروبرد در حال حاضر در جهان وجود دارد و سالیانه حدود ۱۱۸۰۰۰ کره در دنیا ثبت می‌گردند.
تروبرد بیشتر در کورس استفاده می‌شود ولی در سایر رشته‌ها مثل پرش، درساژ، چوگان، زیبایی و شکار نیز استفاده می‌گردد. آن‌ها همچنین با سایر نژادها جهت ایجاد نژاد جدید یا بهبود نژادهای موجود درآمیخته‌اند و در شکل‌گیری نژادهای مهمی چون کوارتر امروزی، استانداردبرد، آنگلوعرب و نژادهای خونگرم دیگر نقش بسزایی داشته‌اند.
اسب‌های کورسی تروبرد بیشترین فشار ممکن را تحمل می‌کنند که منجر به میزان بالای حادثه و مشکلات جسمی نیز در آن‌ها می‌گردد. مسابقات کورس بیشترین میزان مرگ و میر را در بین ورزش‌های مربوط به انسان و حیوان دارد. تروبردها مستعد سایر مشکلات جسمی نظیر خونریزی از ریه، نازایی و قلب و سم کوچک می‌باشند. نظریه‌های زیادی در مورد علت میزان بالای حادثه‌ها و مشکلات جسمی در نژاد تروبرد وجود دارد و تحقیقات جهت اصلاح و کاهش آن‌ها ادامه دارد.

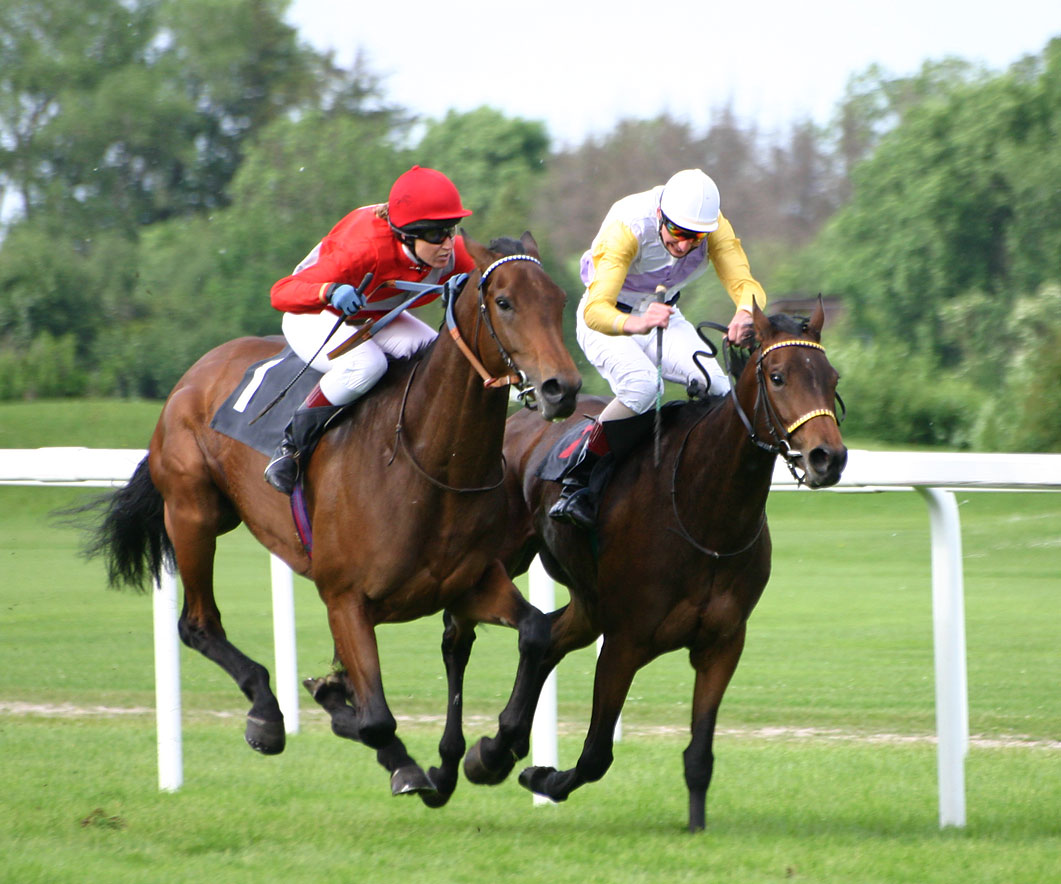

## مشخصات نژاد تروبرد
تروبردها معمولاً قدی بین ۱۵۷ تا ۱۷۳ سانتیمتر (میانگین ۱۶۳ سانتیمتر) دارند. غالباً کهر، قهوه‌ای تیره، کرنگ، مشکی و خاکستری می‌باشند. رنگ‌های ناشایعی نیز در آمریکا مانند مخلوط تیره و سفید و طلایی وجود دارد. رنگ سفید بسیار نادر است. صورت و ساق ممکن است نشانه‌های سفیدی داشته باشند ولی روی بدن معمولاً وجود ندارد. تروبردهای خوب معمولاً گردن بلند و سر اسکنه مانند، سینه عمیق، جلوگاه بلند، پشت کوتاه، ران‌های قوی، بدنی ظریف و ساقهای بلند دارند. تروبردها از نژادها اسب‌های خونگرم می‌باشند.
تروبردهایی که در نیمکره شمالی متولد می‌شوند، در اول ژانویه هر سال یکسال به سنشان افزوده می‌شود و آن‌هایی که در نیمکره جنوبی متولد می‌شوند در اول آگوست هر سال یکسال به سنشان افزوده می‌شود.

## تاریخچه

### شروع در انگلیس
مسابقات اسب سواری در زمین‌های مسطح حداقل از سال ۱۱۷۴ در انگلیس وجود داشته‌است، زمانی که مسابقات ۴ مایل در اسمتفیلد انگلیس برگزار می‌شده‌است. مسابقات در قرون وسطی در نمایشگاه‌ها و اجتماعات ادامه یافت و به زمان شاه جیمز اول رسید. در آن زمان پیش‌بینی مسابقات به وجود آمد و همه گیر شد. در زمان چارلز دوم، ملکه آن، شاه ویلیام سوم و شاه جرج اول بنیان تروبرد گذاشته شد. در زمان نوه جیمز اول، چارلز دوم و نتیجه او، ملکه آن، حمایت‌های سلطنتی از مسابقات سوارکاری و نژادهای اسب کورس شکل گرفت. با حمایت سلطنتی مسابقات در بین عموم گسترش یافت و در سال ۱۷۲۷ اولین روزنامه سوارکاری با نام ریسینگ کلندر منتشر شد که نتیجه مسابقات و دیدارهای پیش رو را گزارش می‌کرد.

### نریانهای پایه شجره نامه
شجره نامه تمام تروبردها به سه نریان که در اواخر قرن ۱۷ و اوایل ۱۸ به انگلیس وارد شدند برمی گردد: بایرلی ترک (۱۶۸۰)، دارلی عربین(۱۷۰۴) و گادولفین عربین(۱۷۲۹). سایر نریان‌های شرقی نقشی کمتر ولی غیرقابل انکار داشتند: آلکاک عربین، دارسیس وایت ترک، لیدز عربین و کوروانس بای بارب. اسب دیگری نیز در این میان براون لو ترک بود که گمان می‌رود بیشترین نقش را در موهای خاکستری تروبردها داشته باشد. اضافه شدن خط خونی اسب‌های عرب به مادیان‌های بومی انگلیس منجر به ایجاد کتاب جنرال اِستاد بوک و ثبت شجره نامه اسب‌ها به صورت رسمی گردید.
جلد ۶ کتاب جنرال اِستاد بوک که در سال ۱۸۵۷ در لندن منتشر شد:

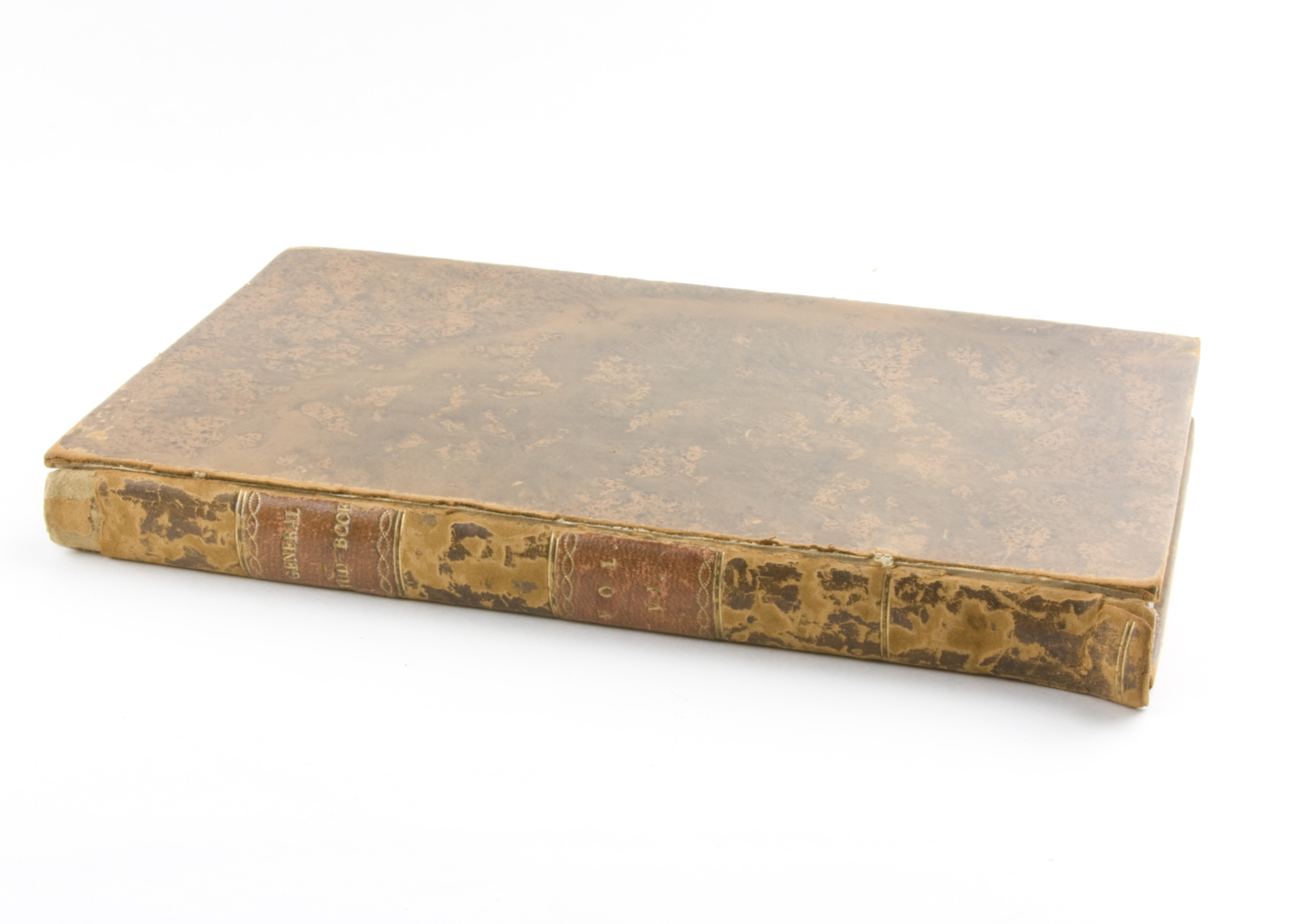

خط خونی هر یک از سه نریان اصلی به وسیله نوه یا نتیجه آن‌ها حفظ شده‌است: ماچم تنها نواده پدر بزرگش، گادولفین عربین بود که خط خونی پدری او را تا به امروز رسانده‌است. خط خونی پدری بایرلی ترک به وسیله نتیجه اش هرود (کینگ هرود) حفظ شده‌است و خط خونی پدری دارلی عربین به وسیله نتیجه اش اکلیپس حفظ شده، اسبی که حاکم مسابقات کورس زمان خودش بود و هیچگاه مغلوب نشد.
مطالعه‌ای ژنتیکی روی تروبردها نشان داد که ۹۵٪ از نریان‌های تروبرد، خط خونی پدریشان به دارلی عربین ختم می‌شود. هر چند در شجره نامه تروبردهای مدرن، هنگامی که تمامی توارثها در نظر گرفته شود (مادری و پدری) گادولفین عربین نقش بیشتری دارد (۱۳٫۸٪) نسبت به دارلی عربین (۶٫۵٪). علاوه بر این درصد سهم کوروانس بای بارب (۴٫۲٪) در خط خونی تروبردهای کنونی بیشتر از بایرلی ترک است (۳٫۳٪). اکثر تروبردهای مدرن که امروزه وجود دارند به مجموعاً ۲۷ یا ۲۸ نریان در قرن هجدهم و نوزدهم برمی گردند.

### مادیانهای پایه شجره نامه
مادیانهایی که در ایجاد نژاد تروبرد نقش داشتند از نژادهای مختلفی بودند از قبیل هابی ایرلندی که قبل از قرن ۱۳ در شمال اروپا پرورش و گسترش یافت، سایر مادیان‌ها خون شرقی داشتند از قبیل بارب، ترک و سایر نژادها. محقق قرن ۱۹، بروس لو، ۵۰ خانواده مادیان را در نژاد تروبرد مشخص کرد که بعدها توسط محققین دیگر به ۷۴ افزایش یافت. هر چند احتمال دارد که تعداد مادیان‌های کمتری نسبت به آنچه بروس لو مشخص کرد دخیل باشند چرا که تحقیق روی ام تی دی ان ای مادیان‌های تروبرد نشان داده که بعضی از خطهای خونی مادری تروبردها که مجزا به حساب می‌آمدند، به نقطه مشترکی برمی گردند. در ۱۹ آزمایش ژنتیکی انجام شده روی خط خونی مادری، آن‌ها به تنها ۱۵ مادیان برمی‌گشتند که نشان دهنده جد مشترک برای مادیانهایی است که مجزا فرض می‌شدند یا اشتباه در کتاب جنرال اِستاد بوک.

## بایرلی ترک

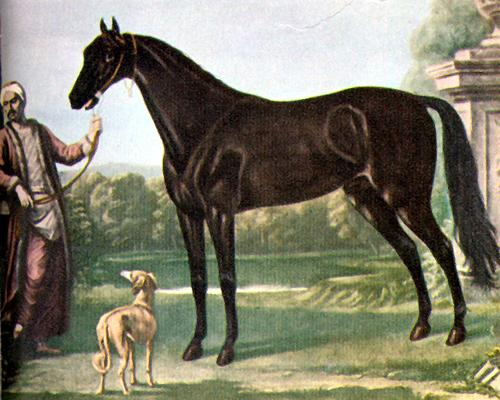
بایرلی ترک

بایرلی ترک قدیمی‌ترین اسبی است که در ایجاد نژاد تروبرد نقش داشته‌است. او در جنگ بودا (۱۶۸۶) توسط کاپیتان بایرلی گرفته شد. در جنگ بوین به خدمت گرفته شد و در زمان جنگ شاه ویلیامز به عنوان اسب کاپیتان بایرلی بود سپس به میدریج انگلیس آورده شد.
در سال ۱۶۹۶ کاپیتان بایرلی با دختر عمویش، ماری وارتون ازدواج کرد و به شمال یورک شایر نقل مکان کردند و در خانه اشرافیشان، گلدز بورو هال زندگی کردند. بایرلی ترک نیز در اصطبل گلدز بورو نگهداری می‌شد تا اینکه در سال ۱۷۰۶ مرد و بنا به گفته‌ای در کنار هال به خاک سپرده شد. گلدز بورو هال در حال حاضر هنوز پا برجاست ولی به روی عموم بسته‌است.
در مورد نژاد بایرلی ترک بحث وجود دارد. در حالی که تصور عموم بر این است که او یک اسب عرب بوده، نظریه دیگری او را ترکمن یا آخال تکه می‌پندارد؛ که مدارک مستندی برای آن یافت نشده؛ و احتمالاً دلیل اصلی آن واژه ترک در پسوند بایرلی است. در همه نوشته‌های قدیمی بایرلی را یک اسب قهوه‌ای تیره با هیبتی قوی از سمت شرق و با نژاد عربی ذکر کرده‌اند.
بایرلی ترک ---> جیگ ---> پارتنر ---> تارتر ---> هرود (۱۷۳
نسبت به دو اسب شرقی دیگر بایرلی با مادیان‌های کمتری تولید مثل کرده و خط خونی تعداد کمی از تروبردهای مدرن به بایرلی ترک برمی گردد یکی از آن‌ها هنگ کنگ است که در سال ۲۰۰۵ برنده طلایی در رویال آسکوت شد.

## دارلی عربین

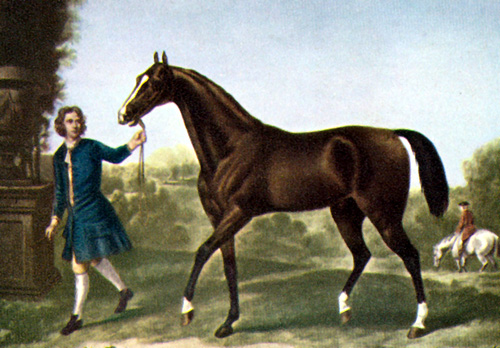

این اسب عرب به وسیله توماس دارلی در سال ۱۷۰۴ در آلپو سوریه خریداری و به آلدبی پارک انگلیس آورده شد و تعداد زیادی مادیان از آن کشش شد. دارلی عربین با ۱۵ دست ارتفاع، زیبایی و اصالتی بی‌حد و حصر داشت و بیشترین نقش را در تاریخچه تروبرد داشته‌است.

## گادولفین عربین

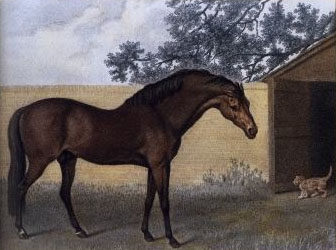

جراح دامپزشک اُسمر، اینچنین او را توصیف می‌کند: " هیچ اسبی تاکنون (حداقل از آن‌هایی که من دیده‌ام) به اندازه گادولفین عربین برای کورس ساخته نشده، تمام کسانی که این اسب را دیده‌اند باید به خاطر بیاورند که شانه‌هایش خیلی عمیقتر و جلوتر از هر اسبی بود که تاکنون دیده‌اند. پشت شانه‌هایش یک فضای کوچک بود که عضلات کمرش با ارتفاع زیاد و پهن و عریض از آن نشات می‌گرفتند و با قدرت و استحکام بیشتر از هر اسبی که من فکر کنم تاکنون به اندازه او دیده شده باشد (۱۵ دست) به رانش ختم می‌شد.
نظریات مختلفی در مورد نژاد گادولفین عربین وجود دارد. بعضی از نویسندگان نژاد او را بارب می‌دانند، به خاطر محل زادگاه او (تونس، ساحل بارباری) ولی نقاشی‌های کشیده شده از او با فرم مقعر و دم عربی، او را بیشتر یک اسب عرب جلوه می‌دهد. نظریه دیگری نیز بیان می‌دارد که او در واقع یک اسب ترکمن بود ولی جهت بالا بردن قیمت، عرب نامیده می‌شده. البته هیچ مدارو مستندی وجود ندارد. هرچند اعتقاد اکثریت بر این است که او عرب بوده یا اصل و نسبی عربی داشته‌است. البته منظور از عرب اسب عرب امروزی نبوده. بیشتر منظور اسب شرقی بوده‌است با شباهت‌های زیاد به اسب عرب امروزی.
او اسمش را از مالک معروفش فرانسیس گادولفین، کنت دوم گادولفین گرفته‌است. او از فرانسه به وسیله ادوارد کوک به دربی شایر انگلیس آورده شد و پس از مرگ صاحبش در سال ۱۷۳۳ طبق وصیتش به راجر ویلیام رسید و بعد توسط کنت دوم گادولفین خریداری شد و به کمبریج شایر فرستاده شد و در کریسمس ۱۷۵۳ مرد.
در ابتدا این نریان در مقایسه با اسب‌های تنومند اروپایی زمان خویش شانسی جهت کشش نداشت تا اینکه مادیانی به نام لیدی رکسانا جهت کشیده شدن از نریانی به نام هابگوبلین خریداری شد ولی توسط او پذیرفته نشد و گادولفین اجازه داده شد که جایگزین او شود. در نتیجه لث اولین فرزند او که ۹ بار از ۹ بار نعل طلایی را در مسابقات نیومارکت برد، متولد شد. کره دوم آن‌ها کید و کره سوم آن‌ها رگولوس بود و هر سه کره با فرم بدنی مشابه پدر به افتخاراتی در حد پدر و همدیگر دست یافتند و این شروع دلاوری‌های نسل گادولفین بود.

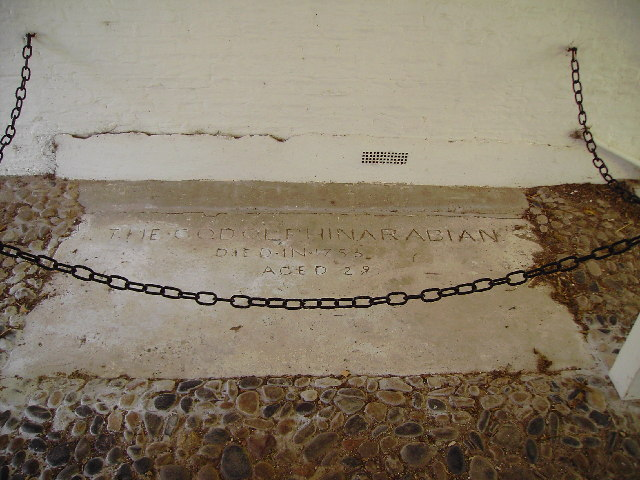

## آمیختگی با سایر نژادها
تروبردها همچنین با سایر نژادها جهت ایجاد نژاد جدید یا بهبود نژادهای موجود درآمیخته‌اند. آن‌ها در ایجاد بسیاری از نژادهای جدید نقش بسزایی داشته‌اند شامل اسب‌های کوارتر آمریکایی، استانداردبرد و شاید مورگان، نژادی که روی بسیاری از اسب‌های آمریکای شمالی تأثیر گذاشته‌است. سایر آمیختگی‌ها شامل نژاد آمیزش با نژاد عرب برای ایجاد نژاد آنگلوعرب و آمیزش با نژاد درافت ایرلندی جهت ایجاد نژاد اسب ورزشی ایرلندی می‌باشد.

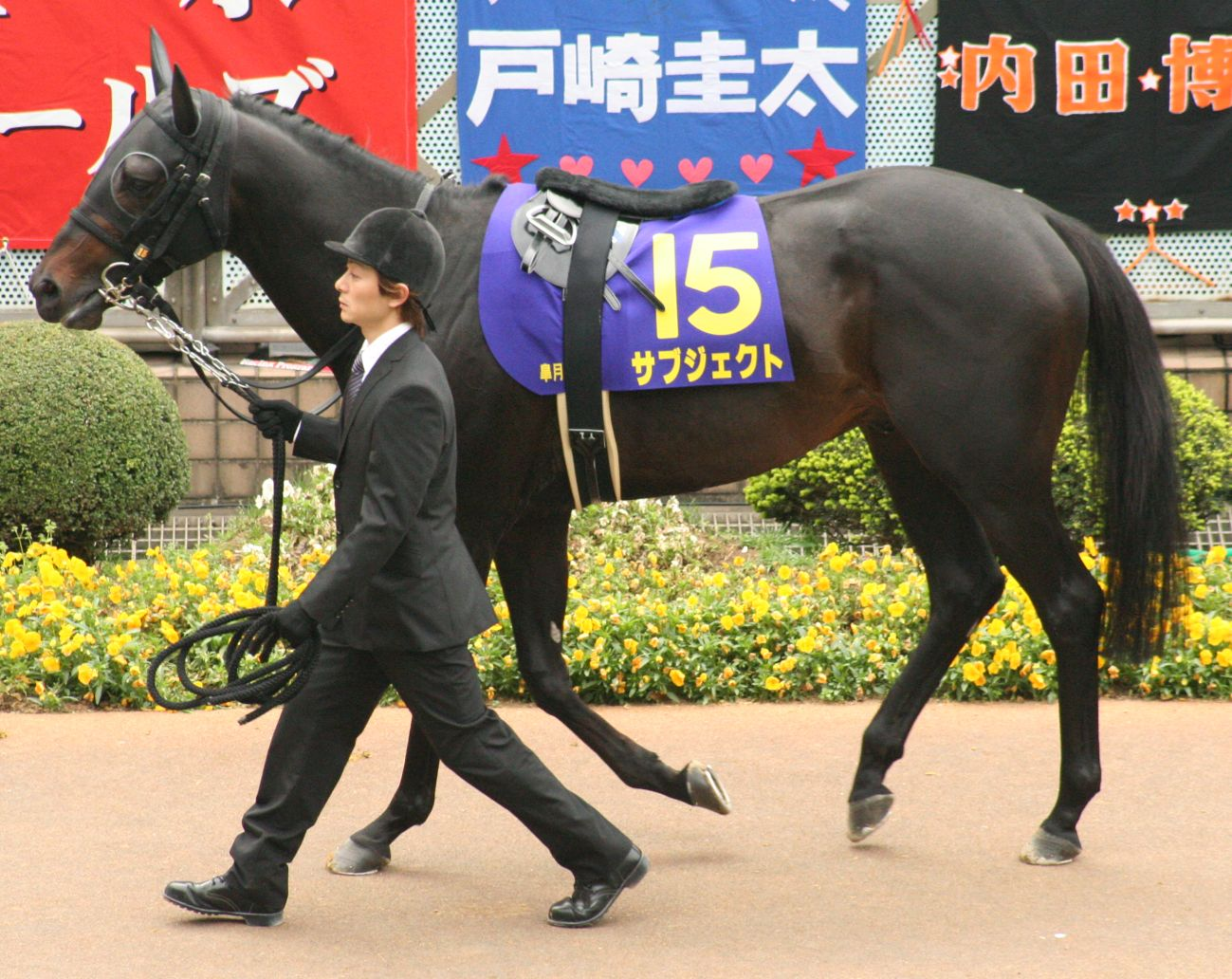